# Ben Affleck
Ben Affleck   (Berkeley, 15 d'agost de 1972) és un actor, productor, realitzador i guionista estatunidenc.

## Biografia
Benjamin Geza Affleck va néixer a Califòrnia, però va créixer a Cambridge a Massachusetts. El seu pare era un treballador social que es va divorciar. La seva mare era professora d'escola.
Des de la seva joventut, ha interpretat papers en pel·lícules de televisió, de vegades amb el seu germà Casey Affleck, nascut el 1975. Així va començar a la pantalla petita a l'edat de vuit anys, en la sèrie The Voyage of the Mimi (1984). En aquella època, va fer amistat amb l'actor Matt Damon. Després dels estudis, es van instal·lar tots dos a Los Angeles i junts van escriure el guió de Good Will Hunting (1997) que va obtenir un Oscar el 1998, fet que el va fer conegut i li va permetre aconseguir altres papers.

## Carrera
Al començament de la seva carrera d'actor, va treballar en produccions independents com Generació Rebel o Mallrats. Llavors, va anar cap a pel·lícules més intimistes com 200 cigaretes, o cap a superproduccions com Armageddon o Pearl Harbor amb Josh Hartnett.
El 2007, treu la seva segona pel·lícula com a director Gone Baby Gone, en els papers principals: el seu germà Casey Affleck com a detectiu privat, Michelle Monaghan, Morgan Freeman i Ed Harris. Aquesta pel·lícula és l'adaptació d'un llibre del mateix nom de Dennis Lehane i li permet ser més creïble com a director entre els professionals.

## Vida privada
A la seva vida privada, ha mantingut algunes relacions, en particular amb les actrius Gwyneth Paltrow i Jennifer Lopez.
El juny del 2005 es casa amb l'actriu Jennifer Garner que li dona una filla, Violet Anne, el desembre de 2005. El 6 de gener del 2009 tenen la segona filla, Seraphina Rose Elizabeth Affleck, nascuda a Los Angeles. El 22 d'agost de 2011 Affleck i Garner van anunciar que Garner estava embarassada per tercera vegada.

## Filmografia

### Actor
| Any  | Pel·lícula                                              | Paper                          | Notes |
| ---- | ------------------------------------------------------- | ------------------------------ | --- |
| 1984 | The Voyage of the Mimi                                  | C.T. Granville                 | |
| 1992 | El codi d'honor (School Ties)                           | Chesty Smith                   | |
| 1992 | Buffy the Vampire Slayer                                | jugador número 10              | Cameo |
| 1993 | Dazed and Confused                                      | Fred O'Bannion                 | |
| 1995 | Mallrats                                                | Shannon Hamilton               | |
| 1996 | Dies de glòria (Glory Daze)                             | Jack                           | |
| 1997 | Good Will Hunting                                       | Chuckie Sullivan               | Oscar al millor guió original Globus d'Or al millor guió                                                                                         |
| 1997 | Perseguint l'Amy (Chasing Amy)                          | Holden McNeil                  | |
| 1997 | Going All the Way                                       | Tom "Gunner" Casselman         | |
| 1998 | Shakespeare in Love                                     | Ned Alleyn                     | |
| 1998 | Armageddon                                              | A.J. Frost                     | |
| 1998 | Fantasmes (Phantoms)                                    | Xèrif Bryce Hammond            | |
| 1999 | Dogma                                                   | Bartleby                       | |
| 1999 | Les forces de la natura (Forces of Nature)              | Ben Holmes                     | |
| 1999 | 200 Cigarettes                                          | Bartender                      | |
| 2000 | Una cosa per explicar (Bounce)                          | Buddy Amaral                   | |
| 2000 | Operació Ren (Reindeer Games)                           | Rudy Duncan                    | |
| 2000 | Boiler Room                                             | Jim Young                      | |
| 2001 | Jay and Silent Bob Strike Back                          | Holden McNeil/Ell mateix       | |
| 2001 | Pearl Harbor                                            | 1r Tinent/Capità Rafe McCawley | |
| 2002 | The Sum of All Fears                                    | Jack Ryan                      | |
| 2002 | Changing Lanes                                          | Gavin Banek                    | |
| 2002 | Una nit perfecta (The Third Wheel)                      | Gavin Banek                    | |
| 2003 | Paycheck                                                | Michael Jennings               | |
| 2003 | Una relació perillosa (Gigli)                           | Larry Gigli                    | |
| 2003 | Daredevil                                               | Daredevil                      | |
| 2004 | Surviving Christmas                                     | Drew Latham                    | |
| 2004 | Jersey Girl                                             | Ollie Trinke                   | |
| 2005 | Elektra                                                 | Daredevil                      | Escena tallada |
| 2006 | Clerks II                                               | Gawking Guy                    | |
| 2006 | Hollywoodland                                           | George Reeves                  | Premi Saturn al millor actor secundari Copa Volpi al Festival Internacional de Cinema de Venècia Nominat - Globus d'Or al millor actor secundari |
| 2006 | Diari d'un executiu agressiu (Man About Town)           | Jack Giamoro                   | |
| 2007 | Gone Baby Gone                                          |                                | Director, coguionista, productor |
| 2007 | Smokin' Aces                                            | Jack Dupree                    | |
| 2009 | Què els passa, als homes? (He's just not that into you) | Neil                           | |
| 2009 | L'ombra del poder                                       | Stephen Collins                | |
| 2009 | Extract                                                 | Dean                           | |
| 2010 | The Company Men                                         | Bobby Walker                   | |
| 2010 | The town: Ciutat de lladres                             | Doug MacRay                    | |
| 2012 | Argo                                                    | Tony Mendez                    | |
| 2012 | To the Wonder                                           | Neil                           | Terrence Malick |
| 2013 | Runner, Runner                                          | Ivan Block                     | Brad Furman |
| 2014 | Gone Girl                                               | Nick Dunne                     | David Fincher |
| 2016 | Batman contra Superman: L'alba de la justícia           | Bruce Wayne/Batman             | Zack Snyder |
| 2016 | Suicide Squad                                           | Bruce Wayne/Batman             | cameo |
| 2016 | El comptable                                            | Christian Wolf                 | |
| 2017 | Justice League                                          | Bruce Wayne/Batman             | |
| 2019 | Jay and Silent Bob Reboot                               | Holden McNeil                  | |
| 2020 | The Last Thing He Wanted                                | Treat Morrison                 | |
| 2020 | The Way Back                                            | Jack Cunningham                | |
| 2021 | Zack Snyder's Justice League                            | Bruce Wayne/Batman             | |
| 2021 | The Last Duel                                           | Pere II d'Alençon              | |
| 2021 | The Tender Bar                                          | Oncle Charlie                  | |
| 2022 | Deep Water                                              | Vic Van Allen                  | |
| 2022 | Jennifer Lopez: Halftime                                | Ell mateix                     | |
| 2022 | Clerks III                                              | Gawking Guy                    | |
| 2023 | Aquaman and the Lost Kingdom                            | Bruce Wayne/Batman             | |
| 2023 | The Flash                                               | Bruce Wayne/Batman             | |

### Director
- 1993 I Killed My Lesbian Wife, Hung Her on a Meat Hook, and Now I Have a Three-Picture Deal at Disney (curtmetratge)
- 2007 Adéu, nena, adéu
- 2008 The Blade Itself

### Guionista
- 1997 Will Hunting
- 2002 Push, Nevada,de l'episodi 1 (sèrie TV)
- 2007 Adéu, nena, adéu

### Productor
- 2002 Speakeasy
- 2008 The Blade Itself

### Com a productor delegat
- 2001 Una nit perfecta de Jordan Brady
- 2002 Push, Nevada (sèrie TV)
- 2003 The Battle of shaker heights d'Efram Potelle
- 2005 Feast de John Gulager